# El Sauce (Las Lomas)
El Sauce es un caserío peruano ubicado en el distrito de Las Lomas, perteneciente a la provincia y departamento de Piura, al norte del Perú. 

## Ubicación
El Sauce se ubica al noreste de la provincia de Piura, en el distrito de Las Lomas, en el departamento de Piura.

## Demografía
En 2017 El Sauce tenía una población de 279 habitantes.
| Gráfica de evolución demográfica de El Sauce entre 1993 y 2017 |
|                                                                |
| Fuentes: Población 1993 y 2017                                 |